# 윈도우 홈 서버
윈도우 홈 서버(Windows Home Server)는 마이크로소프트에서 개발한 가정용 서버 운영 체제이다. 윈도우 스몰 비즈니스 서버 2003 R2에 기반을 두고 있다. 윈도우 홈 서버는 홈서버 콘솔이 포함되어 있으며, 기본적으로 IIS, 홈서버 원격 접속, 파일 서버가 설치된다.

## 윈도우 홈 서버
윈도우 스몰 비즈니스 서버 2003 R2 기반으로 만들어졌으며, 후속 버전은 윈도우 홈 서버 2011(Windows Home Server 2011)이고, 윈도우 스몰 비즈니스 서버 2008 R2를 기반으로 한다. 설치할 때에 파티션 설정에 제한이 있다.

## 같이 보기
- 파일 서버